# Результатний набір
В SQL результатний набір (англ. Result set) — набір рядків (кортежів, записів) з бази даних, а також мета-інформація про запит така як назви колонок (атрибутів), їхні типи і розміри. Залежно від СКБД, кількість рядків в наборі може бути відомою або ні. Зазвичай ця кількість невідома наперед через те, що набір генерується на льоту. Для покращення швидкодії СКБД може кешувати результати деяких запитів або оптимізувати процес по-інакшому.
Фактично результатний набір це таблиця. Пункт ORDER BY можна використати для впорядкування рядків в наборі згідно з певними умовами. В іншому випадку порядок рядків нерегламентований.